# 早坂隆
早坂 隆（はやさか たかし、1973年〈昭和48年〉9月2日 - ）は、日本のノンフィクション作家、ルポライター。日本文藝家協会会員。

## 来歴
愛知県岡崎市出身。実業家・早坂力の曾孫。俳人・金子兜太とは親戚関係にある。
愛知県立岡崎北高等学校、帝京大学文学部心理学科、日本エディタースクール（ジャーナリスト文章コース）卒業。

## 作品

### 日本国外のノンフィクション
20代の頃はイラクやパレスチナ、旧ユーゴスラビアといった紛争地の取材を中心に行っていた。ルーマニアに2年間にわたって滞在して取材、執筆した『ルーマニア・マンホール生活者たちの記録』（現代書館、中公文庫）で話題を集めた。

### ジョーク関連
世界各地で集めたジョークに関する著作も多い。2006年に刊行した『世界の日本人ジョーク集』はジョーク集としては異例の75万部を超えるベストセラーになった。「世界一受けたい授業」「王様のブランチ」などの番組にも出演。シリーズ累計は100万部を突破している。

### 近代史関連
日中戦争、太平洋戦争に関する著作が多数ある。松井石根、永田鉄山、中川州男といった陸軍軍人の評伝に定評がある。

### スポーツ関連
『昭和十七年の夏 幻の甲子園』（文藝春秋）では、戦時中の1942年の夏に、朝日新聞ではなく文部省の主催で行われた中等野球大会の詳細を、当事者たちからの聞き取りによって浮き彫りにした。2010年8月、NHKドキュメンタリー「幻の甲子園」として番組化。2011年、第21回ミズノスポーツライター賞最優秀賞受賞。第2回サムライジャパン野球文学賞ベストナイン賞受賞。

## 賞歴
- 2011年 - ミズノスポーツライター賞最優秀賞
- 2011年 - サムライジャパン野球文学賞ベストナイン賞

## 著作
- 『僕が遍路になった理由』（連合出版）
- 『素顔のイラク』（連合出版）
- 『ルーマニア・マンホール生活者たちの記録』（中公文庫）
- 『世界の紛争地ジョーク集』（中公新書ラクレ）
- 『世界反米ジョーク集』（中公新書ラクレ）
- 『祖父の戦争』（幻冬舎文庫）
- 『世界の日本人ジョーク集』（中公新書ラクレ）
- 『日本の戦時下ジョーク集　満州事変・日中戦争篇』（中公新書ラクレ）
- 『日本の戦時下ジョーク集　太平洋戦争篇』（中公新書ラクレ）
- 『兵隊万葉集』（幻冬舍新書）
- 『中国人vs日本人』（ベスト新書）
- 『世界のイスラムジョーク集』（中公文庫）
- 『続・世界の日本人ジョーク集』（中公新書ラクレ）
- 『知的な者ほどよく笑う』（中央公論新社）
- 『戦時演芸慰問団「わらわし隊」の記録』（中公文庫）
- 『指揮官の決断　満州とアッツの将軍　樋口季一郎』（文春新書）
- 『昭和十七年の夏　幻の甲子園』（文藝春秋、文春文庫）／第21回ミズノスポーツライター賞最優秀賞。第2回サムライジャパン野球文学賞ベストナイン賞受賞。NHKドキュメンタリー「幻の甲子園」として番組化。
- 『松井石根と南京事件の真実』（文春新書）
- 『100万人が笑った！「世界のジョーク集」傑作選』（中公新書ラクレ）
- 『鎮魂の旅　大東亜戦争秘録』（中央公論新社）
- 『戦場に散った野球人たち』（文藝春秋）
- 『愛国者がテロリストになった日　安重根の真実』（PHP研究所）
- 『永田鉄山　昭和陸軍「運命の男」』（文春新書）
- 『戦場の名言集　いま胸を打つ遺言』（中公新書ラクレ）
- 『昭和十八年の冬　最後の箱根駅伝』（中央公論新社）
- 『新・世界の日本人ジョーク集』（中公新書ラクレ）
- 『ジョーク集　トランプvs.金正恩』（飛鳥新社）
- 『世界はジョークで出来ている』（文春新書）
- 『世界の路地裏を歩いて見つけた「憧れのニッポン」』（ＰＨＰ新書）
- 『現代の職人　質を極める生き方、働き方』（ＰＨＰ新書）
- 『ペリリュー玉砕　南洋のサムライ・中川州男の戦い』（文春新書）
- 『すばらしき国、ニッポン　外国人が驚いた、日本人の美徳』（文響社）
- 『昭和史の声』（飛鳥新社）
- 『世界の日本人ジョーク集　令和編』（中公新書ラクレ）
- 『大東亜戦争の事件簿　隠された昭和史の真実』（扶桑社）
- 『戦時下のノーサイド　大学ラグビー部員たちの生と死』（さくら舎）
- 『祖父が見た日中戦争　東大卒の文学青年は兵士になった』（扶桑社）
- 『世界のマネージョーク集　笑って学ぶお金とのつきあい方』（中公新書ラクレ）
- 『大東亜戦争秘録　掻き消された市井の人たちの生きざま、死にざま』（扶桑社）
- 『戦争の昭和史 : 令和に残すべき最後の証言 (ワニブックス|PLUS|新書 ; 430)』2025年

## 共著
- 『文筆生活の現場　ライフワークとしてのノンフィクション』（中公新書ラクレ）